# Нерен (Рейнланд-Пфальц)
Нерен (нем. Nehren) — населённый пункт, община (ортсгемайнде) в Германии, в земле Рейнланд-Пфальц.
Входит в состав района Кохем-Целль. Подчиняется управлению Кохем-Ланд. Население составляет 95 человек (на 31 декабря 2010 года). Занимает площадь 0,76 км².

## Население
| Год  | Численность | Численность |
| ---- | ----------- | ----------- |
| 1975 | 79          | [ 4 ]       |
| 2017 | 97          | [ 1 ]       |
| 2019 | 101         | [ 5 ]       |
| 2021 | 97          | [ 6 ]       |
| 2022 | 123         | [ 7 ]       |
| 2023 | 117         | [ 2 ]       |